# 福田昌子
福田 昌子（ふくだ まさこ、1912年7月8日 - 1975年12月30日）は、日本の政治家、学校法人純真女子学園（現・学校法人純真学園）の創立者。衆議院議員。医学博士。福岡県築上郡吉富町出身。

## 生涯
1934年（昭和9年）に東京女子医学専門学校（現・東京女子医科大学）を卒業。1940年（昭和15年）、ヒスタミンの研究により史上最年少（満26歳）で医学博士号を取得した。
戦後の1947年（昭和22年）に、第23回衆議院議員総選挙に社会党から福岡県第1区で立候補して当選した。以後は1958年（昭和33年）まで連続5回当選している。同年に優生保護法を自ら執筆し、同じ社会党議員であった加藤シヅエと太田典礼の3人で法案を提出し、翌年成立した。福田も加藤の女性の権利や母胎保護には望まぬ出産への中絶の権利や母胎への危険のある出産を阻止する方法が必要だと考えに賛同していた。 
1949年（昭和24年)、朝日新聞主催の座談会で「大体人類というものが一定不変の定律であるかどうか宗教が万人の犯すべからざるものかどうかを考えてみなければならない、日本の現状を考え、その置かれた立場を認識し、産児制限の是非論を戦わせなければならない、日本の現状からして残された人口政策がたった一つの対策として産児制限以外ないといえば、いやでも誰でも賛成しなければならない」と産児制限についての考えを述べている。
議員現職中の1956年（昭和31年）に学校法人純真女子学園を設立して純真女子高等学校が開校し、初代理事長に就任した。1957年（昭和32年）に学校法人名を学校法人福田学園と改称し、純真女子短期大学（現・純真短期大学）が開学してその学長に就任。6期目を目指した1958年の総選挙、続く1960年（昭和35年）の福岡市長選更にその直後に行われた総選挙と立て続けに落選し政界から引退。1966年（昭和41年）には純真女子高等学校を男女共学制に変更した。同年、福田学園中学校が開校した。1967年（昭和42年）に東和大学を開学した。1968年（昭和43年）に、福田学園中学校・純真女子高等学校を東和大学附属中学校・東和大学附属東和高等学校と改称した。1975年12月30日に死去した。

## 家族・親族
- 兄：福田喜東（官僚、弁護士、政治家）
- 弟：福田敏南（学校法人福田学園理事長）[9]